# Craig Howard
Craig Howard (Klamath Falls, Oregon, 1952. január 29. – Ashland, Oregon, 2017. január 20.) amerikai amerikaifutball-játékos és -edző, 2011 és 2016 között a Southern Oregon Raiders vezetőedzője.
1992-ig, a csapat megszűnéséig az Oregon Tech Hustlin’ Owls, később pedig középiskolai csapatok edzője volt. A Southern Oregon Raiders 2014-ben megnyerte a NAIA bajnokságát.
2017-ben, 64 évesen hunyt el ashlandi otthonában.

## Eredményei vezetőedzőként
| Szezon                                                    | Eredmény                                                  | Eredmény                                                  | Helyezés                                                  | Továbbjutás                                               | NAIA                                                      |
| Szezon                                                    | Összesen                                                  | Konferencia                                               | Helyezés                                                  | Továbbjutás                                               | NAIA                                                      |
| Oregon Tech Hustlin’ Owls (Columbia Football Association) | Oregon Tech Hustlin’ Owls (Columbia Football Association) | Oregon Tech Hustlin’ Owls (Columbia Football Association) | Oregon Tech Hustlin’ Owls (Columbia Football Association) | Oregon Tech Hustlin’ Owls (Columbia Football Association) | Oregon Tech Hustlin’ Owls (Columbia Football Association) |
| --------------------------------------------------------- | --------------------------------------------------------- | --------------------------------------------------------- | --------------------------------------------------------- | --------------------------------------------------------- | --------------------------------------------------------- |
| 1990                                                      | 1–8                                                       | 1–5                                                       | T–6.                                                      | –                                                         | –                                                         |
| 1991                                                      | 3–6                                                       | 3–3                                                       | 4.                                                        | –                                                         | –                                                         |
| 1992                                                      | 2–7                                                       | 2–4                                                       | T–5.                                                      | –                                                         | –                                                         |
| Oregon Tech:                                              | 6–21                                                      | 6–12                                                      | –                                                         | –                                                         | –                                                         |
| Southern Oregon Raiders (NAIA független)                  |                                                           |                                                           |                                                           |                                                           |                                                           |
| 2011                                                      | 5–5                                                       | –                                                         | –                                                         | –                                                         | –                                                         |
| Southern Oregon Raiders (Frontier Conference)             |                                                           |                                                           |                                                           |                                                           |                                                           |
| 2012                                                      | 9–3                                                       | 8–2                                                       | T–1.                                                      | NAIA negyeddöntő                                          | 5                                                         |
| 2013                                                      | 7–4                                                       | 7–3                                                       | T–2.                                                      | –                                                         | 24                                                        |
| 2014                                                      | 13–2                                                      | 8–2                                                       | 2.                                                        | NAIA bajnokság                                            | 1                                                         |
| 2015                                                      | 11–3                                                      | 8–2                                                       | 2.                                                        | NAIA bajnokság                                            | 2                                                         |
| 2016                                                      | 5–6                                                       | 5–5                                                       | 4.                                                        | –                                                         | –                                                         |
| Southern Oregon:                                          | 50–23                                                     | 36–14                                                     | –                                                         | –                                                         | –                                                         |
| Összesen:                                                 | 56–44                                                     | –                                                         | –                                                         | –                                                         | –                                                         |
| Jelmagyarázat: Országos bajnok Konferenciabajnok          |                                                           |                                                           |                                                           |                                                           |                                                           |

## Fordítás
- Ez a szócikk részben vagy egészben  a   Craig Howard című angol Wikipédia-szócikk ezen változatának fordításán alapul.  Az eredeti cikk szerkesztőit annak laptörténete sorolja fel. Ez a jelzés csupán a megfogalmazás eredetét és a szerzői jogokat jelzi, nem szolgál a cikkben szereplő információk forrásmegjelöléseként.